# Iain Brambell
Iain Brambell, född den 10 november 1973 i Brentwood Bay i Kanada, är en kanadensisk roddare.
Han tog OS-brons i lättvikts-fyra utan styrman i samband med de olympiska roddtävlingarna 2008 i Peking.